# Guglielmo Libri Carucci dalla Sommaja
Pour les articles homonymes, voir Guglielmo.
Guglielmo Brutus Icilius Timeleone Libri-Carucci dalla Sommaja, dit en français Guillaume Libri ou le comte Libri, né le 1er janvier 1803 à Florence et mort le 28 septembre 1869 à Fiesole, est un mathématicien, historien et bibliophile italien ayant enseigné en France où il s'est rendu célèbre pour être l'auteur de vol de manuscrits originaux et de livres rares venant des collections publiques françaises.

## Jeunesse
Son père, le comte Libri Bagnano, s'était réfugié en France, mais il sera condamné en 1816 par la cour d’assises du Rhône à dix ans de travaux forcés et à la flétrissure, pour faux (en effets de commerce). Il avait encouru, par la suite de son évasion, de nouvelles condamnations le 3 mai 1817, avant de devenir en Belgique, l’agent secret du roi des Pays-Bas Guillaume Ier, de 1826 à 1830.
Aristocrate florentin titré comte, comme son père, Guillaume Libri fréquente la faculté de droit de Pise à partir de 1816, et devient docteur en droit en 1820, mais se tourne rapidement vers les mathématiques. Il se fait remarquer dès ce moment par Charles Babbage, Augustin-Louis Cauchy et Carl Friedrich Gauss, par la publication d'une « Théorie des nombres », puis en 1823, par la publication d'un « Mémoire sur divers points d’analyse ». À 20 ans, il est déjà professeur de physique mathématique à l'université de Pise. Il délaisse l'enseignement, et part l'année suivante en année sabbatique pour Paris, où il fréquente quelques-unes des sommités mathématiques du moment. De retour en Italie, il est compromis avec les Carbonari de Toscane, et doit s'exiler en France, où il est naturalisé français le 19 février 1833.

## Le contexte français
Son nom aristocratique et sa fortune lui ouvrent bien des portes. Mathématicien, il est élu correspondant de l'Académie des sciences, le 31 décembre 1832, (section de géométrie), puis élu membre de l'Académie, le 18 mars 1833, (section de géométrie). Son amitié avec l'astronome et physicien François Arago, (secrétaire de l'Académie des sciences), lui permet d'obtenir certains postes prestigieux. En décembre 1834, après la mort de Legendre, il est nommé professeur-adjoint à la Faculté des sciences de Paris, responsable d'un cours de calcul des probabilités. Sa relation avec Arago tourne cependant au vinaigre en 1835. Ils deviennent des ennemis jurés et certaines réunions à l'Académie deviennent alors houleuses. Grâce à son amitié avec Guizot, il devient, en 1838, membre du bureau du Journal des savants. Il est nommé chevalier de la Légion d'honneur en 1838.
À la Faculté des sciences de Paris, il devient professeur titulaire de chaire en 1839. Il entre en 1843 au Collège de France comme titulaire de la chaire de mathématiques, évinçant Augustin Louis Cauchy et Jean-Marie Duhamel. Entre 1838 et 1841, il publie une « Histoire des sciences mathématiques en Italie de la Renaissance au XVIIe siècle », avec pour sources originales quelque 1 800 pièces manuscrites, lettres et livres de Galilée, Fermat et Descartes, qu'il dit avoir acquises au gré de ventes publiques. Il s'avérera plus tard que ces documents ont été dérobés à la bibliothèque Laurentienne. Bibliomane, il possédait également le livre d'heures de Laurent le Magnifique.
Il se querelle à l'Académie des sciences, en 1843, avec son confrère mathématicien Joseph Liouville, à propos des travaux mathématiques inédits d'Évariste Galois,.
La patrie d'adoption de Libri ouvre de nouveaux horizons à sa passion de bibliophile. Les préfectures des départements avaient hérité, sur ordre du Comité de salut public, des livres confisqués chez les aristocrates et les dignitaires de l'Ancien Régime, livres qui n'avaient pas été détruits lors des pillages de la Révolution française. Ces bibliothèques, mal connues, confiées depuis 1804 à la gestion des villes, disposaient rarement en 1840 d'inventaires complets ou d'un conservateur attitré. Elles étaient souvent peu ouvertes et réservées à un public restreint de notables, de « sociétés de savants » ou de personnes recommandées (souvent des étrangers).

## Travaux mathématiques

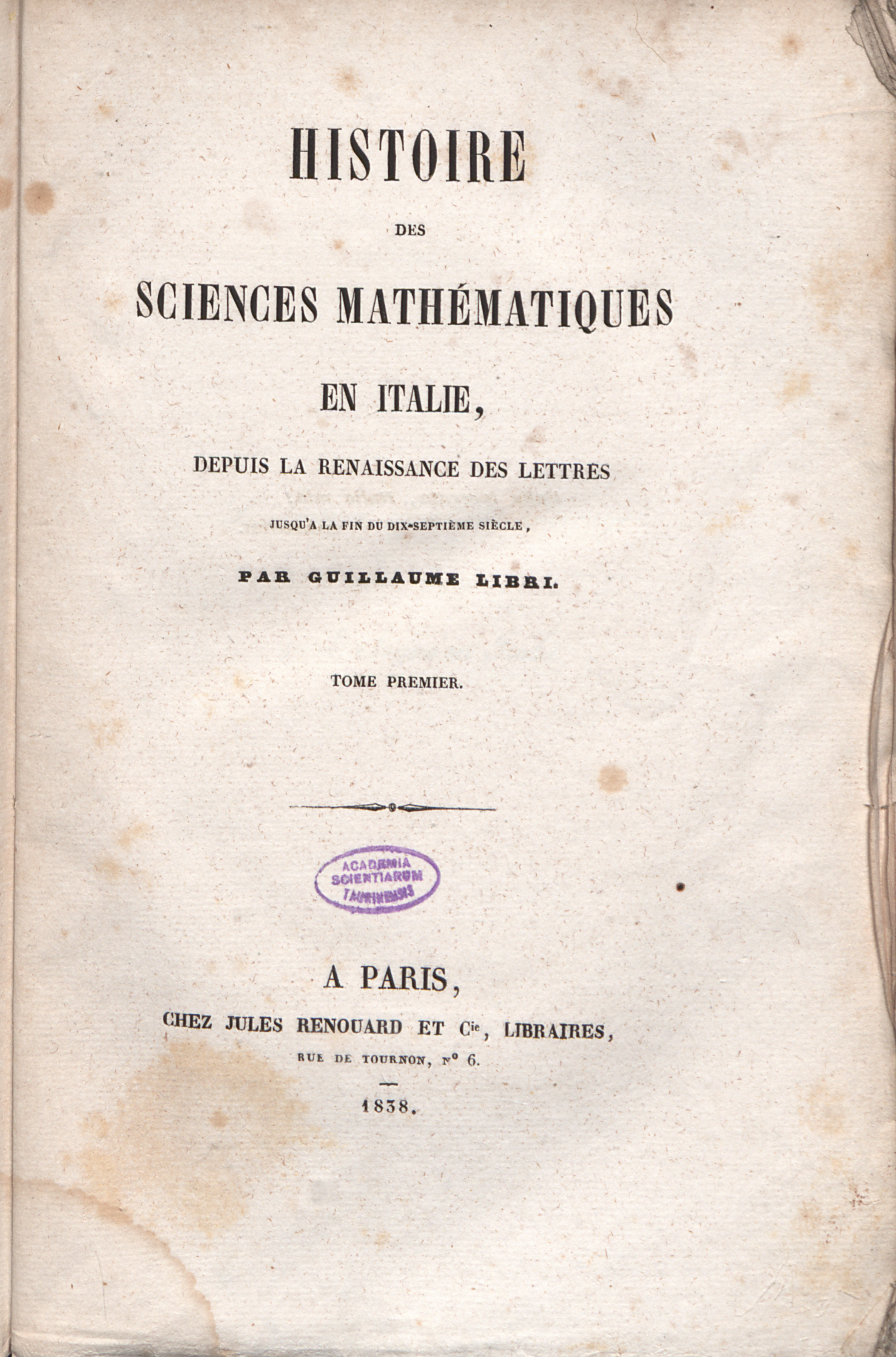
Histoire des sciences mathématiques en Italie, 1838

Libri fit publier à ses frais, six mémoires de mathématiques en 1829 à Florence en un très petit nombre d'exemplaires. Ces exemplaires difficilement trouvables furent par la suite réédités par le mathématicien allemand August Leopold Crelle, éditeur et fondateur du Journal für die reine und angewandte Mathematik, en différents volumes. En 1835, Crelle fit publier un volume compilant dix mémoires de Libri : les six mémoires qu'il avait précédemment publiés dans son journal, auxquels s'ajoutent quatre inédits que Libri lui fournit.
Ces mémoires portent les titres suivants :
1. Mémoire sur quelques formules générales d'analyse.
2. Mémoire sur la théorie de la chaleur
3. Mémoire sur les fonctions discontinues
4. Mémoire sur la théorie des nombres
5. Mémoire sur la résolution de quelques équations indéterminées
6. Mémoire sur la résolution des équations indéterminées à l'aide des séries
7. Mémoire sur la résolution des équations algébriques dont les racines ont entre elles un rapport donné, et sur l'intégration des équations différentielles linéaires dont les intégrales particulières peuvent s'exprimer les unes par les autres (1830)
8. Mémoire sur les fonctions discontinues (1832)
9. Mémoire sur les intégrales définies aux différences finies (1833)
10. Mémoire sur l'intégration des équations linéaires aux différences de tous les ordres (1833)

Entre 1838 et 1841, Guillaume Libri publia quatre volumes intitulés Histoire des sciences mathématiques en Italie, depuis la renaissance des lettres jusqu'à la fin du dix-septième siècle et qui lui valent d'être encore connu pour autre chose que ses vols : Tome 1 Texte en ligne,Tome 2 Texte en ligne,Tome 3 Texte en ligne,Tome 4 Texte en ligne.
Il traitera en particulier des travaux sur les nombres du mathématicien italien Léonard de Pise (« Leonardo Pisano »), plus connu sous le nom de Leonardo Fibonacci. Il n'a jamais porté ce nom, qui lui a été attribué de manière posthume par Libri. La Suite de Fibonacci s'exprime ainsi : tout nombre (à partir du troisième) est égal à la somme des deux précédents, par exemple : 0, 1, 1, 2, 3, 5, 8, 13, 21, 34 etc. Dans la suite (infinie) de Fibonacci, on peut déduire les nombres, par la règle de construction, par propagation, sans avoir besoin de les mémoriser (exemple de processus récursif).

## Vol de livres
En 1841, Libri, connu pour son érudition et sa connaissance de l'histoire des livres, parvient à se faire nommer secrétaire de la  Commission du Catalogue général des manuscrits des bibliothèques publiques de France. Abusant de ses fonctions et feignant une mauvaise santé (toussotant, vêtu d'une grande cape par tous les temps, il exigeait de se retrouver seul dans les archives des bibliothèques), il parcourt le pays et, un « emprunt » en entraînant un autre, il complète petit à petit sa collection de livres rares et d'autographes. Grâce à la confiance aveugle du chanoine Hyacinthe Olivier-Vitalis, il s'empare à la bibliothèque Inguimbertine de Carpentras de nombreux documents tels que les « Œuvres de Théocrite et d'Hésiode » (Venise, Alde, 1495), 72 des 75 lettres de Descartes au Père Mersenne (entre 1837 et 1847). Il n'hésitait pas parfois à mutiler certains manuscrits : cinq volumes du fonds Peiresc et au moins deux mille feuillets disparurent ainsi. La Bibliothèque Royale n'est pas épargnée, ni celle de L'Arsenal.

## La chute
Les déclarations de vols (dès 1842) n'attirent l'attention des autorités qu'au bout de plusieurs années. En 1846, deux dénonciations (anonymes et sous le pseudonyme d'Henri de Baisne) parviennent au procureur du roi, concernant en particulier les vols de livres à la bibliothèque Inguimbertine de Carpentras. Un rapport secret fut rédigé en 1847 par Félix Boucly, procureur du roi, et déposé sur le bureau du ministre des Affaires étrangères, François Guizot : on estimait alors à 500 000 francs la valeur des objets soustraits par Libri depuis 1842. Mais Guizot avait affaires plus pressantes à gérer : la révolution grondait, laquelle en éclatant priva Libri de tous ses appuis. Le 4 février 1848 le procureur général, résuma les griefs contre Libri, dans un long rapport adressé au Garde des sceaux, Michel Hébert. Le gouvernement arrêta le document et il fallut, pour qu’il vît le jour, attendre la chute de la monarchie de juillet le 24 février 1848.
Peu de temps après, Libri est informé par un rédacteur du journal Le National, qu'un mandat d'arrêt à son encontre est sur le point d'être délivré sur des soupçons de vol de livres précieux, en lui faisant passer un billet portant ces simples mots : « Vous ignorez sans doute la découverte qui a été faite du rapport judiciaire concernant vos inspections dans les bibliothèques publiques. Croyez-moi, épargnez à la société nouvelle des réactions qui lui répugnent. Ne venez plus à l’Institut. ».
Libri n'a pas attendu d'être arrêté, il s'enfuit à Londres, le 28 février 1848, avec la complicité de son collègue de la commission des Monuments historiques, Prosper Mérimée. Avant de fuir la France, il s'est cependant arrangé pour que 30 000 de ses livres et manuscrits contenus dans 18 malles lui soient envoyés en Angleterre. Six seulement de ces malles seront confisquées par la douane. Il obtient à Londres, sous prétexte d'être un réfugié politique de la Révolution française, la protection d'un compatriote italien, Antonio Panizzi, directeur de la Bibliothèque du British Museum (Libri obtiendra la nationalité anglaise à la fin de sa vie).
Le scandale éclate finalement sous la Deuxième République, quand le rapport Boucly est publié dans Le Moniteur du 19 mars 1848 : une enquête minutieuse est alors diligentée. Lors d'une perquisition effectuée le 23 mars 1848, dans son logement à la Sorbonne, on retrouve quelques liasses, restituées ultérieurement à la bibliothèque Inguimbertine de Carpentras, une partie de la correspondance de l'astronome polonais Johannes Hevelius, soustraite par Libri à la bibliothèque de l'Observatoire. Les documents retrouvés par les enquêteurs ont fait l'objet d'une étude approfondie pendant 3 ans par les chartistes Henri Léonard Bordier, Ludovic Lalanne et Félix Bourquelot.
Libri intente un procès contre le gérant du Moniteur universel à l'occasion de la publication du rapport l'incriminant, et contre le gérant du National, en raison de l'article publié le 5 avril 1848.
Libri est condamné par contumace à Paris le 22 juin 1850 à dix années de réclusion, à la dégradation nationale et à la perte de ses emplois publics. À la demande de l'Académie des sciences, en date du 20 août 1850, le siège de Libri, absent de France depuis le 28 février 1848, est déclaré vacant par un décret en date du 1er septembre 1850.
À Londres, le médiéviste Achille Jubinal, essaiera de défendre la réputation de Guillaume Libri, dans une lettre adressée, le 3 juin 1851, au journal littéraire londonien, l'Athenaeum.
Ludovic Lalanne et Henri Bordier rédigent même en 1851 un « Dictionnaire de pièces autographes volées aux bibliothèques publiques de France  » sur plus de 316 pages Texte en ligne. Ultérieurement, les archives de Bordier révèlent l'aspect policier et secret des enquêtes préliminaires destinées à confondre Libri, un grand personnage officiel honoré et protégé par les plus hautes autorités (livre paru en 2008, d'André Jammes : Libri vaincu : enquêtes policières et secrets bibliographiques : documents inédits).
Prosper Mérimée, ami et protecteur de Libri, conteste la décision judiciaire avec une telle énergie, en attaquant « la chose jugée » dans un article dans la Revue des deux Mondes du 15 avril 1852, qu'il est lui-même poursuivi pour outrage public et condamné à son tour à 1 000 francs d'amende et à quinze jours de prison, qu'il effectuera à la Conciergerie,.
Bien que Libri fût arrivé en Angleterre sans argent, il n'était pas pauvre pour autant, car sa nouvelle richesse provenait de la vente de nombreux livres précieux et de manuscrits expédiés préalablement à Londres avant son exil forcé.
Dès 1847, Libri avait conclu en grand secret, par l’entremise de son ami Antonio Panizzi, et sur les conseils de John Holmes (1800-1854), un conservateur adjoint des manuscrits du British Museum, la vente de ses manuscrits au quatrième comte d'Ashburnham, sans en justifier la provenance, pour 200 000 francs. Les manuscrits arrivèrent à Ashburnham Place (en), dans le Sussex, le 23 avril 1847, (auparavant, Libri avait tenté de les vendre au British Museum),.
À partir du 2 juillet 1857 et suivants, il organise une vente de livres rares, à Paris, qui lui rapporte 116 000 francs.
En 1861, à Londres, Libri organise deux grandes ventes de ses livres et manuscrits, en produisant un catalogue de 7 628 lots, vendus en deux parties. La première vente à partir du 25 avril 1861 pendant 12 jours, et la seconde à partir du 18 juillet 1861 pendant 8 jours. En fait, il obtient plus d'un million de francs par les ventes de documents, manuscrits, et livres, et ce à un moment où le salaire journalier moyen d'un ouvrier était d'environ quatre francs. En 1862, à Londres, il organise une autre vente pour la partie la plus précieuse de sa collection, chez Sotheby & Co, le 25 juillet 1862 pendant 3 jours, avec la publication d'un catalogue de 143 pages.
En 1868, la santé de Libri commence à décliner, et incapable de retourner en France, il quitte l'Angleterre pour son Italie natale, habitant une villa de Fiesole en Toscane, où il décède le 28 septembre 1869. Sa sépulture se trouve au Cimetière des Portes Saintes, à Florence.
En 1896, le mathématicien Joseph Bertrand, très critique envers Libri, écrira dans les : « Souvenirs académiques, un article anonyme de la Revue des deux Mondes », recueil de la politique, de l’administration et des mœurs, Volume 137, Tome 4, (Septembre-octobre 1896), (pages 277-295), en page 279 : « Libri, très jeune alors, pouvait devenir un géomètre. Il a cessé d’étudier, non de produire. Pour ne pas se laisser oublier, comme on en donne souvent le conseil, il écrivit des mémoires insignifiants d’abord, puis mauvais, et enfin ridicules. ».

## La restitution partielle des documents volés
Après la mort d'Ashburnham en 1878, Léopold Delisle, administrateur de la Bibliothèque nationale, a commencé une longue enquête pour régler la question de savoir si Libri était coupable des accusations pour lesquelles il avait été condamné en 1850, et il a démontré avec une certitude absolue que Libri était en effet un voleur de grande envergure, le tout dans un rapport daté du 28 juin 1883, adressé à Jules Ferry, ministre de l'Instruction Publique et des Beaux-Arts. Dès 1878, la bibliothèque nationale, puis en 1888 le gouvernement français entamèrent des négociations avec son héritier et les autorités anglaises, afin que les livres et manuscrits précieux, volés en France par Libri, puissent être restitués ; tandis que le British Museum acquérait en 1883 pour la British Library la collection Stowes de 996 numéros, essentiellement britanniques, l'un des quatre fonds de la collection Ashburnam.
- Il faudra toute la ténacité de Léopold Delisle[24], pour obtenir en 1888[25],[26], de l'héritier du comte Bertram Ashburnham, la restitution d'une partie des documents volés, moyennant finance (150 000 francs) et le déclassement du recueil de poésies allemandes du XIVe siècle de Rudiger Manessé remis au libraire Trübner chargé de la transaction, à savoir 100 manuscrits soustraits de l'acquisition en 1884 par l'Italie pour la bibliothèque Laurentienne de Florence des 1923 numéros de la collection Libri, dont les 14 manuscrits les plus anciens incluant le fameux Pentateuque de Tours, et 66 manuscrits de la collection Barrois de 702 numéros[25],[27],[28]. En effet, Léopold Delisle sera en mesure de prouver que 166 des éléments vendus à lord Ashburnham avaient appartenu à des bibliothèques publiques françaises[29]. La bibliothèque nationale acquerra enfin 15 manuscrits du fonds complémentaire dit Appendix en 1899, qui avait été cédé à Henry Yates Thompson l'année précédente, et 69 manuscrits supplémentaires lors de la vente en 1901 du reste de la collection Barrois[25], où 6 autres manuscrits seront acquis par les Archives Nationales, le musée Condé à Chantilly, les archives départementales du Pas-de-Calais et les bibliothèques municipales de Tours et de Lille, outre 6 par des amateurs français et 13 par le British Museum. Un total de 262 manuscrits retournera donc en France. Néanmoins, un manuscrit volé à la bibliothèque de Cluny, le N°469 de la vente Barrois, échappera à Delisle et restera en Angleterre[25].

Outre les volumes et feuillets précités soustraits à des volumes, Libri, qui avait été chargé en 1841 de la rédaction du catalogue collectif des bibliothèques publiques de France, vola également un grand nombre des 7000 lettres et papiers, notamment scientifiques et de personnages célèbres, répertoriés en 1851 par messieurs Lud, Lalanne et H. Bordier, comme dérobés depuis l'apparition du marché des autographes dans les années 1820, notamment dans les bibliothèques de l'Institut de France (Académie des Sciences), de l'Observatoire de Paris, de la Bibliothèque Mazarine, de la Bibliothèque Inguimbertine de Carpentras, de la bibliothèque nationale et de celle du Louvre attenante au palais des Tuileries, etc, et qu'il revendit ensuite, sans être inquiété, lors de plusieurs vente à Paris puis à Londres.
- En 1847, Libri avait vendu 34 feuillets de Léonard de Vinci, prélevés dans le « Carnet A » (sur 98 feuillets), ainsi que 10 feuillets prélevés dans le « Carnet B » (sur 100 feuillets). Pour les détacher, Libri se servait d’acide chlorhydrique pour brûler les ficelles des coutures. Ces feuillets prirent alors le nom de leur acquéreur, et devinrent le « Codex Ashburnham 1875/1-2 ». Après avoir été récupérés par la Bibliothèque nationale en 1888, les feuillets volés furent rendus à l'Institut de France en 1891, et sont aujourd'hui conservés sous la cote Ms 2184-2185 et considérés comme des suppléments au « Carnet A » et au « Carnet B »[31],[32].

Léonard de Vinci
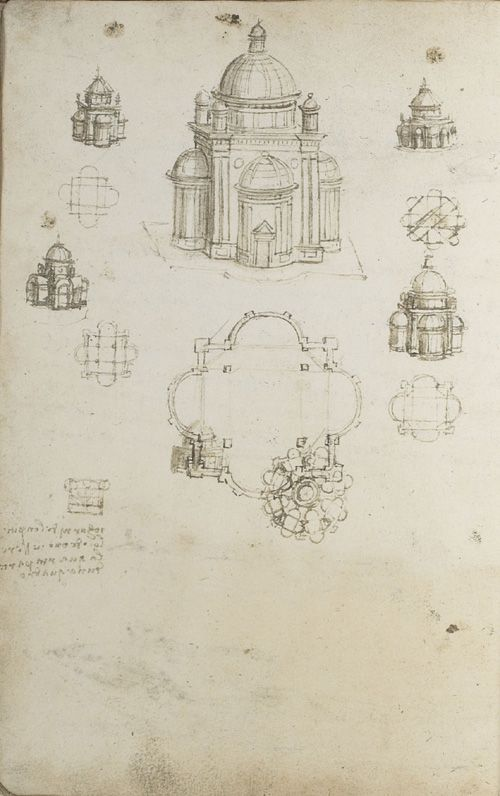
Codex Ashburnham - principe de construction géométrique des églises
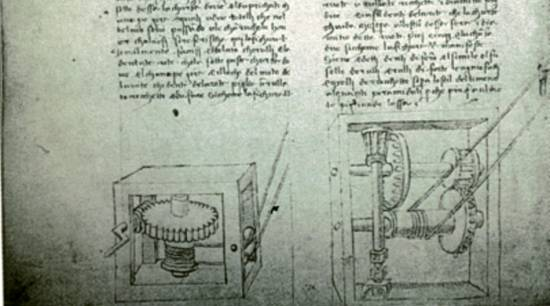
Codex Ashburnham - Schéma de principe du treuil de levage
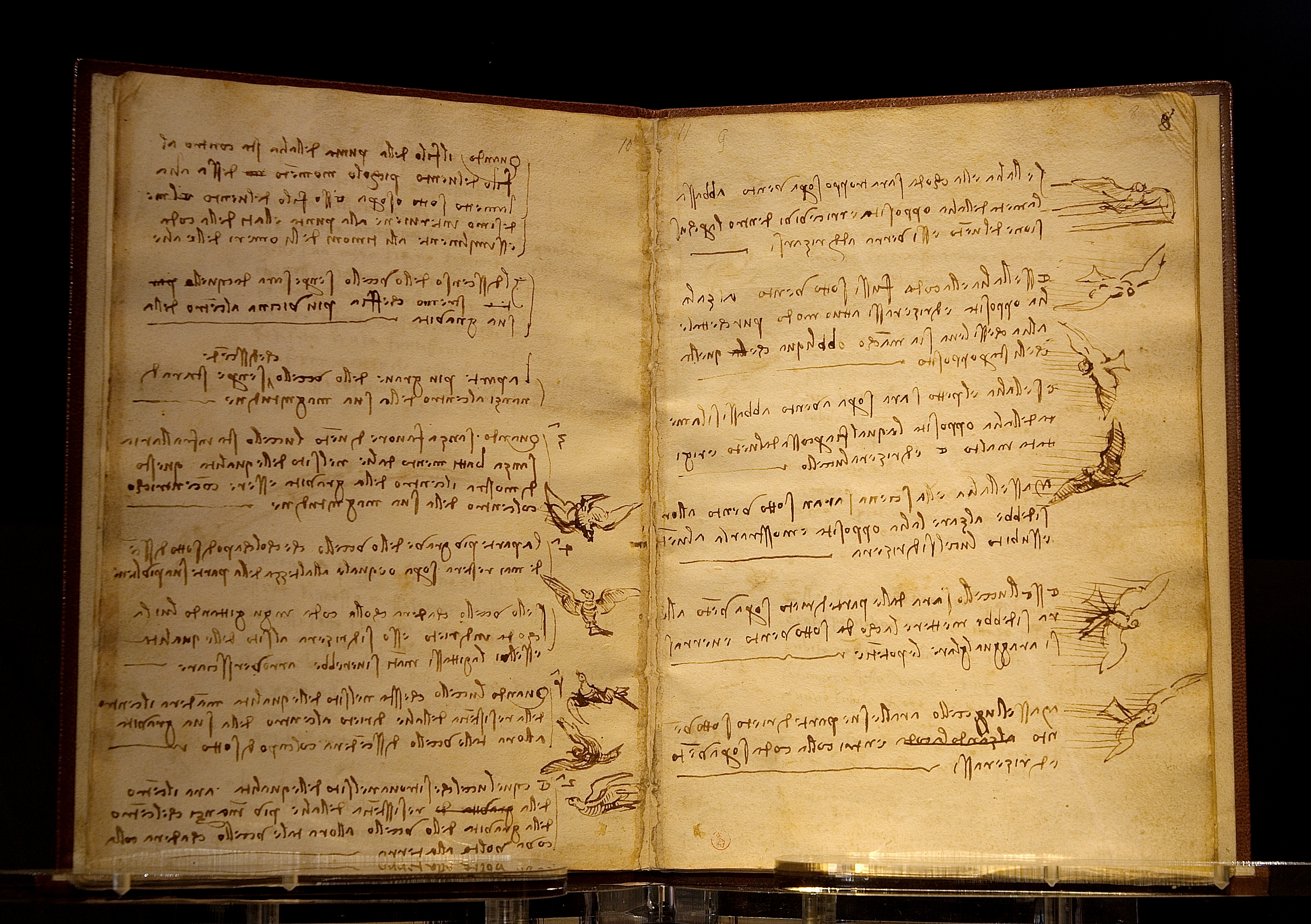
Codex sur le vol des oiseaux (1505), Turin

- De son côté, le gouvernement italien pourra racheter, en 1884, au comte Bertram Ashburnham, près de 2 000 manuscrits, qui ont retrouvé les rayons de la bibliothèque Laurentienne[33].

- En 1867, Libri avait aussi volé, à l'Institut de France, dans le « Carnet B » de Léonard de Vinci, un cahier de 18 feuillets, connu depuis sous le nom de « Codex sur le vol des oiseaux », « Codice sul volo degli uccelli ». Il sera vendu par Libri, au Marquis Giacomo Manzoni, pour 4 000 lires. Celui-ci le cédera en 1892, au léonardiste Théodore Sabachnikoff. En 1893, Théodore Sabachnikoff publie une première édition imprimée du « Codex sur le vol des oiseaux », (OCLC 250553688). Il offrira en mai 1893, le manuscrit à la reine d'Italie, Marguerite de Savoie, qui elle-même, l'offrira à la bibliothèque royale de Turin, où il est conservé actuellement (ce qui fait qu'il est aussi surnommé le « Codex de Turin »)[note 4].
- En 2009, Erik-Jan Bos, un érudit en philosophie à l'Université d'Utrecht aux Pays-Bas, avait fait une requête sur Google avec les termes « autographed letter » et « Descartes ». Il accéda ainsi au catalogue de la bibliothèque de l'université du Haverford College, dans la banlieue de Philadelphie, qui mentionnait dans ses collections, une lettre de Descartes au Père Mersenne, datée du 27 mai 1641, et relative à la publication des Méditations métaphysiques. Cette lettre[34] avait été offerte à l'université, par la veuve d'un de ses anciens élèves[35], mais elle avait été propriété de l’Académie des Sciences depuis 1676 (legs du mathématicien Gilles Personne de Roberval), requalifié en « Institut de France » par la Convention. La lettre avait été dérobée par Libri entre 1837 et 1847[36]. Le collège a restitué ce document à l’Institut de France le 8 juin 2010[37],[38],[39].

- Une autre lettre de René Descartes de trois pages en latin, datée du 21 janvier 1641, adressée au savant anglais Thomas Hobbes par l’intermédiaire du Père Marin Mersenne, a été restituée le 15 juin 2011, à l'Institut de France, par Monsieur Jean Bonna[40], qui l'avait acquise lors d'une vente aux enchères, à Berlin en juillet 1998, sans aucune mention de provenance[41]. Cette lettre appartenait au lot de 72 lettres de Descartes à Mersenne, volé par Libri, entre 1837 et 1847 (sur 75 lettres), et dont la présence dans les collections était attestée vers 1800[42].
- En ̣̣juillet 2011, la Bibliothèque Mazarine a obtenu la restitution, sans frais, d’un livre dérobé dans ses fonds par Libri avant 1848. Il s’agissait d’un exemplaire des poésies en italien, « Poesie volgari, nuovamente stampate », de Laurent de Médicis, publiées à Venise par Paul Manuce en 1554. Cet exemplaire avait appartenu vraisemblablement au cardinal Mazarin, et était réapparu au printemps 2011 sur le marché anglais des ventes aux enchères quelques jours avant la London Book Fair (en)[43].

## Famille
Il avait épousé Mélanie Jeanne Charlotte Double, fille du docteur François-Joseph Double, fondateur de l'Académie royale de médecine, et sœur du baron Joseph-Louis-Léopold Double.
Elle décèdera en 1865 sans être parvenue à obtenir la révision du procès de son mari, malgré le soutien de Mérimée, qui dénoncera des irrégularités de procédure concernant la citation à comparaître et la publication de l'acte d'accusation, puis la pétition qu'elle lancera et présentera au Sénat (mai 1861). Elle sera inhumée à Paris, au cimetière du Père-Lachaise (5e division).